# Wist (brydż)
Wist (w brydżu) – wyłożenie przez określonego obrońcę pierwszej karty w rozgrywce, a także rozpoczęcie dowolnej kolejnej lewy przez obrońcę. Pierwszy wist wykonywany jest zawsze przez obrońcę zajmującego miejsce bezpośrednio za (w kolejności wskazówek zegara) rozgrywającym, a zatem siedzącego na lewo od rozgrywającego. Bezpośrednio po wiście, partner rozgrywającego (zwany odtąd dziadkiem) wykłada na stół swoje (odkryte i uporządkowane kolorami) karty.
Wist pełni dwojaką funkcję: po pierwsze, ma na celu umiejętne zaatakowanie kontraktu wylicytowanego przez stronę przeciwną, a co najmniej, niewypuszczenie go (tzw. wist bezpieczny).
Po drugie, służy do przekazywania partnerowi informacji o posiadanym układzie kart, w tym:
- o liczbie kart w kolorze wistu (parzystej lub nieparzystej)
- o liczbie kart w innym ważnym kolorze, np. atutowym,
- o jakości koloru,
- o zachęcie (lub zniechęceniu) partnera do zagrania w określony kolor.

Oprócz przekazania informacji partnerowi wistującego, wist może zostać wykorzystany w celu zorientowania się w układzie kart partnera (na podstawie karty dołożonej przez niego w bieżącej lewie).

## Konwencje
Zasady wistu (oraz znaczenie sygnałów przekazywanych wistem partnerowi) są ustalane między partnerami i (przynajmniej w brydżu sportowym i turniejowym) muszą być udostępniane kontrpartnerom na ich żądanie. W Polsce istnieje kilka szeroko rozpowszechnionych konwencji wistowych, z których najbardziej znane są:
- wist naturalny
- wist odwrotny
- wist odmienny
- kombajn

Przy stosowaniu ich na turniejach podanie nazwy jednego z tych systemów wistowych przed rozpoczęciem gry jest na ogół wystarczającą informacją dla kontrpartnerów.